# Korfus Filharmoniska Sällskap
Korfus Filharmoniska Sällskap (Grekiska: Φιλαρμονική Εταιρεία Κερκύρας, Philarmoniki Etaireia Kerkyras) är en kommunal orkester på ön Korfu, Grekland. När sällskapet grundades 1840, var dess ursprungliga syfte att bli den första musikaliska akademin i Grekland organiserad efter europeiskt mönster. Dess första konstnärlig ledare var Niko Halikiopoulos Mantzaros, som behöll detta ämbete fram till sin död 1872.
Sällskapet hade ett undervisningsprogram både i musikteori och framförande. Studenterna, som för första gången i modern grekisk historia kunde få lära sig musik oavsett samhällsklass, hade möjlighet att få undervisning av professionella musiker och lärare i grundläggande musikteori, harmonilära, kontrapunkt, instrumentering, komposition, liksom i piano, sång, sträng- och blåsinstrument.
Sedan slutet av 1990-talet har Korfus Filharmoniska Sällskap genomfört en rad åtgärder som syftar till att utöka de musikaliska aktiviteterna. Varje år får 100-150 nya studerande gratis musikundervisning.
Museet om Korfus Filharmoniska Sällskap är beläget i sällskapets lokaler och öppnade för allmänheten den 18 september 2010. 